# Anoka (Minnesota)
Pour les articles homonymes, voir Anoka.
La ville d’Anoka (en anglais [əˈnoʊkə]) est le siège du comté d'Anoka, dans l’État du Minnesota, aux États-Unis. Sa population s’élevait à 17 142 habitants lors du recensement de 2010, estimée à 17 400 habitants en 2016.

## Histoire
La ville a donné son nom au comté. Son nom est d’origine dakota et signifie « les deux côtés » ou « des deux côtés » (sous-entendu des rives de la rivière Rum).

## Capitale mondiale d'Halloween
La première parade de Halloween de l’histoire du pays a eu lieu à Anoka en 1920. Depuis 1937, autorisée en cela par le Congrès des États-Unis, elle s’autoproclame « capitale mondiale d'Halloween ».